# Буравчиков, Вячеслав Владимирович
Вячесла́в Влади́мирович Бура́вчиков (род. 22 мая 1987, Москва) — российский хоккеист, защитник. Мастер спорта России.

## Биография
Воспитанник «Крыльев Советов», тренер Сергей Яцунов. Начинал играть во второй команде в сезоне 2002/03. Выступал за «Крылья Советов» (2004/05), «Химик» Мытищи (2005/06), «Ак Барс» (2006/07 — 2010/11), ЦСКА (2010/11 — 2012/13).
На драфте НХЛ 2005 года был выбран в 6-м раунде под общим 191-м номером клубом «Баффало Сейбрз». В 2009 году отказался подписать с командой контракт.
Закончил играть в 2013 году из-за проблем с сердцем.

## Достижения
- Обладатель Кубка Гагарина 2008/09), 2009/10)
- Обладатель Континентального Кубка 2008
- Серебряный призёр чемпионата России 2006/07
- Двукратный серебряный призёр чемпионатов мира среди молодежи (2006, 2007).